# 스즈키 마리야
스즈키 마리야(일본어: 鈴木 まりや, 1991년 4월 29일 - )는 여성 아이돌 그룹 전 AKB48 팀K의 멤버이다. 같은 소속사 멤버:오리이 아유미, 미츠무네 카오루, 마스다 유카, 미야자와 사에, 아키모토 사야카, 우메다 아야카

## 소속그룹/소속사
- AKB48 팀K 플레이브 엔터테인먼트 소속.
- 2017년 6월 10일, AKB48 졸업.
- 마에다 아츠코-AKB48 들어오기 이전부터 알던 사이